# Александер Вандегріфт
Александер Арчер Вандегріфт (англ. Alexander Archer Vandegrift) (13 березня 1887 — 8 травня 1973) — генерал корпусу морської піхоти США. Командував 1-ю дивізією морської піхоти під час Битви за Гуадалканал в роки Другої Світової війни. За свої дії під час кампанії на Соломонових островах, нагороджений Медаллю Пошани. Пізніше Вандергріфт став 18-м Комендантом Корпусу морської піхоти США.

## Біографія
Александер Вандегріфт народився 13 березня 1887 року в маленькому місті Шарлотсвіль, штат Вірджинія, де його батько, голландець за національністю, працював архітектором . Маленького Вандегріфта звали «Арчер» і він завжди цікавився військовою справою: читав історичні військові романи та слухав розповіді про подвиги предків, які воювали в різних країнах..
Навчався три роки в Вірджинському університеті; потім пройшов комісію і вступив до Корпусу морської піхоти США, а в січні 1909 року отримав звання другого лейтенанта.
Під час навчання в школі Корпусу морської піхоти в 1909 році написав пророчу статтю під назвою «Авіація, кавалерія майбутнього».

### Бананові війни
Після навчання в офіцерській школі морської піхоти в Порт Роял, штат Південна Кароліна, Вандегріфт був направлений на службу в Портсмут, штат Нью-Гемпшир. В 1912 році його було переведено на узбережжя Карибського моря, спочатку на Кубу, а потім в Нікарагуа. Він брав участь в бомбардуванні, нападі і захоплені міста Койотеп в Нікарагуа. А в 1914 брав участь в окупації Веракрус, Мексика.

### Друга Світова війна
Бригадний генерал Вандегріфт був відправлений до 1-ї дивізії морської піхоти в листопаді 1941 року, незадовго до того як Сполучені Штати вступили в Другу Світову війну.

### Книги
- Crocker, H.W. (2006). Don't Tread on me: A 400-year history of America at War, from Indian Fighting to Terrorist Hunting. Crown Forum. ISBN 1-4000-5363-3.
- Krulak, Victor H. (1984). First To Fight: An Inside View of the U.S. Marine Corps. Annapolis, Maryland: Naval Institute Press. ISBN 0-87021-785-2.
- Millett, Allan Reed and Jack Shulimson, ред. (2004). Commandants of the Marine Corps (вид. Illustrated). Naval Institute Press. с. 282—310. ISBN 978-0-87021-012-9. Архів оригіналу за 3 січня 2014. Процитовано 2 лютого 2009.
- Shaw, Henry I., Jr. (1992). First Offensive: The Marine Campaign for Guadalcanal. Marines in World War II Commemorative Series. Washington, D.C.: Marine Corps Historical Center, United States Marine Corps. Архів оригіналу за 18 жовтня 2008. Процитовано 31 січня 2009.
- Ulbrich, David J. (2011). Preparing for Victory: Thomas Holcomb and the Making of the Modern Marine Corps, 1936-183. Naval Institute Press. ISBN 9781591149033.

### Веб
- General Alexander A. Vandegrift, USMC (1887–1973). 18th Commandant of the Marine Corps, January 1, 1944 – January 1, 1948. Naval History & Heritage Command, Department of the Navy. Архів оригіналу за 3 червня 2011. Процитовано 28 січня 2016.
- General Alexander Archer Vandegrift, USMC. Who's Who in Marine Corps History. United States Marine Corps. Архів оригіналу за 7 жовтня 2010. Процитовано 1 січня 2009.
- MajGen Alexander Vandegrift, Medal of Honor, 1942, CO 1stMarDiv. Solomon Islands. Marines Awarded the Medal of Honor. United States Marine Corps. Архів оригіналу за 22 лютого 2007. Процитовано 28 січня 2016.
- Emberton, Keith D. (1 травня 1996). Operational Leadership Once Beyond the Culminating Point: Perspectives on Calculated Tactical Risk to Achieve Operational Success (PDF). Joint Military Operations Department, Naval War College. Архів оригіналу (Academic report) за 28 вересня 2012. Процитовано 4 серпня 2009.